# Liste des maires de Chicago
Cet article dresse une liste des maires de Chicago par ordre de mandat.

## Élection
Le maire de Chicago est élu par vote populaire au scrutin uninominal majoritaire à deux tours. À l'origine le mandat était d'un an, il a été porté à deux ans en 1872, puis porté à quatre ans renouvelable sans limitation en 1907. Chicago est la plus grande ville des États-Unis à ne pas limiter la durée des mandats à son maire. Richard M. Daley a tenu la mairie pendant 22 ans. L'élection se fait sur une base non partisane depuis 1999.
En 1979, Jane Byrne est la première femme à devenir maire de la ville. En 1983, Harold Washington, devient le premier maire afro-américain de la ville.
En 2019, Lori Lightfoot devient la première femme afro-américaine et la première personne ouvertement homosexuelle à accéder au poste de maire de Chicago.

## Liste des maires

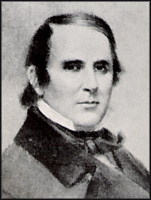
William Butler Ogden.

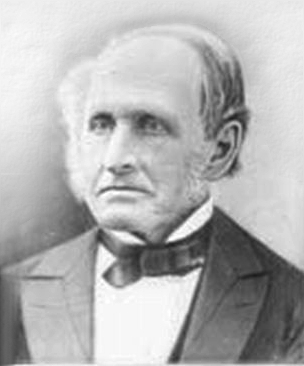
Benjamin Wright Raymond.

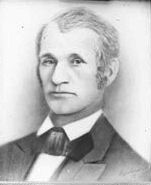
James Curtiss.

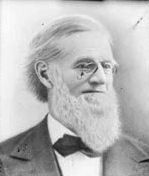
Levi Boone.

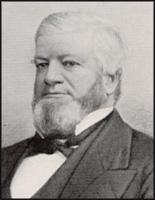
John Blake Rice.

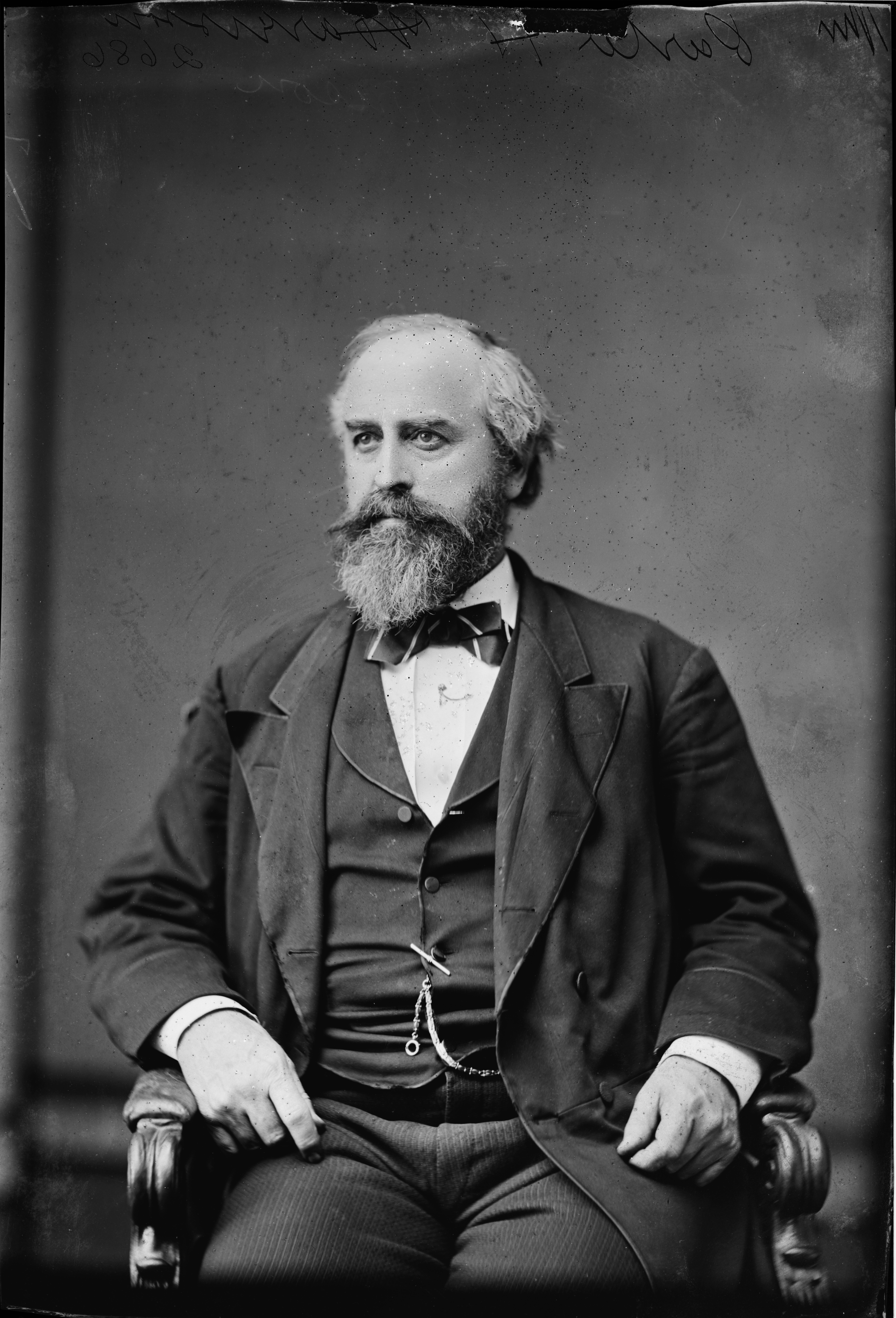
Carter Harrison, Sr.

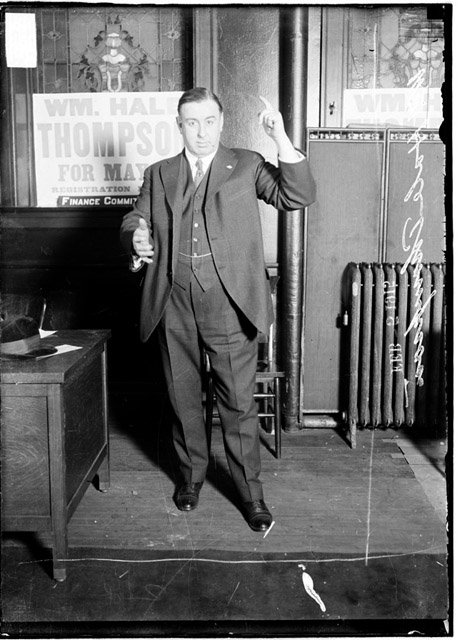
William Hale Thompson.

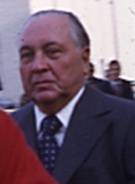
Richard J. Daley, maire de 1955 à 1976.

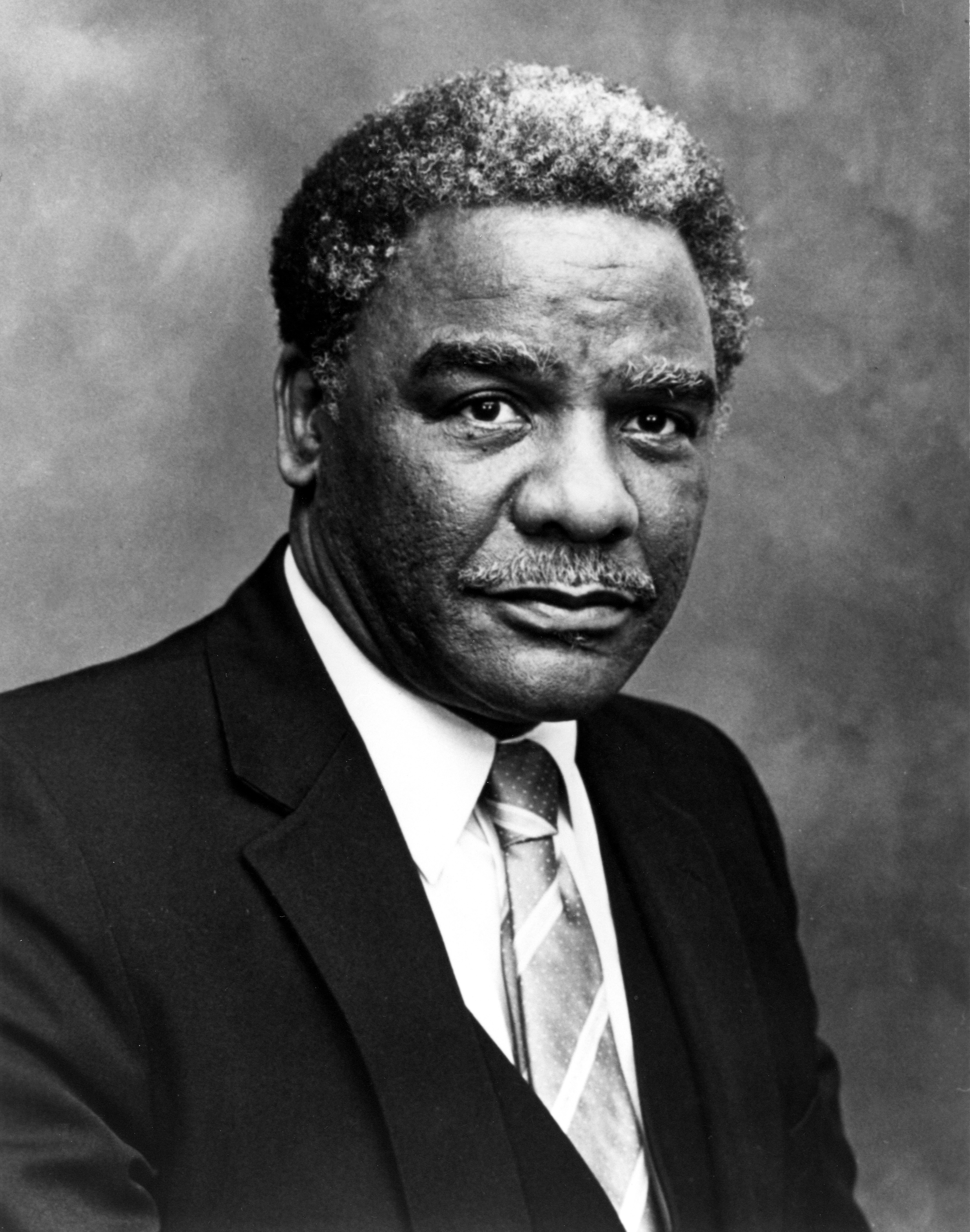
Harold Washington, premier maire afro-américain de Chicago.

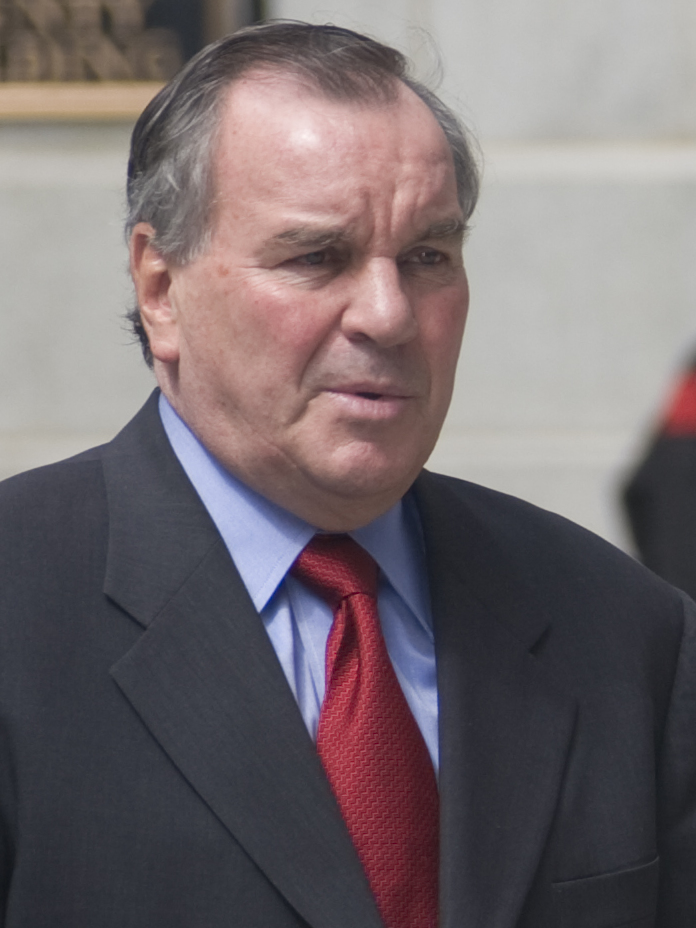
Richard M. Daley, maire de 1989 à 2011.

| no | Nom                        | Mandat      | Parti | Parti        | Notes |
| -- | -------------------------- | ----------- | ----- | ------------ | --- |
| 1  | William Butler Ogden       | 1837-1838   |       | Démocrate    | |
| 2  | Buckner Stith Morris       | 1838-1839   |       | Whig         | |
| 3  | Benjamin Wright Raymond    | 1839-1840   |       | Whig         | |
| 4  | Alexander Loyd             | 1840-1841   |       | Démocrate    | |
| 5  | Francis Cornwall Sherman   | 1841-1842   |       | Démocrate    | |
| 6  | Benjamin Wright Raymond    | 1842-1843   |       | Whig         | |
| 7  | Augustus Garrett           | 1843-1844   |       | Démocrate    | |
| 8  | Alson Sherman              | 1844-1845   |       | Indépendant  | |
| 9  | Augustus Garrett           | 1845-1846   |       | Démocrate    | |
| 10 | John Putnam Chapin         | 1846-1847   |       | Whig         | Conseiller municipal de 1859 à 1864. |
| 11 | James Curtiss              | 1847-1848   |       | Démocrate    | |
| 12 | James Hutchinson Woodworth | 1848-1850   |       | Indépendant  | |
| 13 | James Curtiss              | 1850-1851   |       | Démocrate    | |
| 14 | Walter S. Gurnee           | 1851-1853   |       | Démocrate    | |
| 15 | Charles McNeill Gray       | 1853-1854   |       | Démocrate    | |
| 16 | Isaac Lawrence Milliken    | 1854-1855   |       | Démocrate    | |
| 17 | Levi Day Boone             | 1855-1856   |       | Know-Nothing | |
| 18 | Thomas Dyer                | 1856-1857   |       | Démocrate    | |
| 19 | John Wentworth             | 1857-1858   |       | Démocrate    | |
| 20 | John Charles Haines        | 1858-1860   |       | Démocrate    | |
| 21 | John Wentworth             | 1860-1861   |       | Démocrate    | |
| 22 | Julian Sidney Rumsey       | 1861-1862   |       | Républicain  | |
| 23 | Francis Cornwall Sherman   | 1862-1865   |       | Démocrate    | |
| 24 | John Blake Rice            | 1865-1869   |       | Républicain  | |
| 25 | Roswell B. Mason           | 1869-1871   |       | Citizens     | |
| 26 | Joseph Medill              | 1871-1873   |       | Fireproof    | |
| 27 | Harvey Doolittle Colvin    | 1873-1875   |       | Républicain  | |
| 28 | Monroe Heath               | 1876-1879   |       | Républicain  | |
| 29 | Carter Harrison, Sr.       | 1879-1887   |       | Démocrate    | |
| 30 | John A. Roche              | 1887-1889   |       | Républicain  | |
| 31 | DeWitt Clinton Cregier     | 1889-1891   |       | Démocrate    | |
| 32 | Hempstead Washburne        | 1891-1893   |       | Républicain  | |
| 33 | Carter Harrison, Sr.       | 1893        |       | Démocrate    | Assassiné lors de son mandat. |
| 34 | George Bell Swift          | 1893        |       | Républicain  | Maire par intérim. |
| 35 | John Patrick Hopkins       | 1893-1895   |       | Démocrate    | |
| 36 | George Bell Swift          | 1895-1897   |       | Républicain  | |
| 37 | Carter Harrison, Jr.       | 1897-1905   |       | Démocrate    | |
| 38 | Edward Dunne               | 1905-1907   |       | Démocrate    | |
| 39 | Fred A. Busse              | 1907-1911   |       | Républicain  | |
| 40 | Carter Harrison, Jr.       | 1911-1915   |       | Démocrate    | |
| 41 | William Hale Thompson      | 1915-1923   |       | Républicain  | |
| 42 | William Emmett Dever       | 1923-1927   |       | Démocrate    | Conseiller municipal de 1902 à 1910. |
| 43 | William Hale Thompson      | 1927-1931   |       | Républicain  | |
| 44 | Anton Cermak               | 1931-1933   |       | Démocrate    | Assassiné lors de son mandat. |
| 45 | Frank J. Corr              | 1933-1933   |       | Démocrate    | Maire par intérim durant 32 jours. |
| 46 | Edward Joseph Kelly        | 1933-1947   |       | Démocrate    | |
| 47 | Martin H. Kennelly         | 1947-1955   |       | Démocrate    | |
| 48 | Richard J. Daley           | 1955-1976   |       | Démocrate    | Maire durant 21 ans. Décédé lors de son mandat. |
| 49 | Michael Anthony Bilandic   | 1976-1979   |       | Démocrate    | |
| 50 | Jane Byrne                 | 1979-1983   |       | Démocrate    | Première femme maire de Chicago. |
| 51 | Harold Washington          | 1983-1987   |       | Démocrate    | Premier maire afro-américain. Décédé lors de son mandat. |
| 52 | David Duvall Orr           | 1987-1987   |       | Démocrate    | Maire par intérim pendant 8 jours. |
| 53 | Eugene Sawyer              | 1987-1989   |       | Démocrate    | Élu par le conseil municipal pour achever le mandat de H. Washington.                                                                                               |
| 54 | Richard M. Daley           | 1989-2011   |       | Démocrate    | Il est élu pour la première fois en 1989, puis réélu en 1991, 1995, 1999, 2003 et 2007. Renonçant à se représenter en 2010, il est maire de la ville durant 22 ans. |
| 55 | Rahm Emanuel               | 2011-2019   |       | Démocrate    | Premier maire de confession juive. |
| 56 | Lori Lightfoot             | 2019-2023   |       | Démocrate    | Première femme afro-américaine et homosexuelle élue à ce poste. |
| 57 | Brandon Johnson            | Depuis 2023 |       | Démocrate    | |